# Sazes da Beira
Sazes da Beira is een plaats (freguesia) in de Portugese gemeente Seia en telt 341 inwoners (2001).